# Sofia Lundberg
Sofia Lundberg, född Andersson 1974 i Västerås, är Sveriges mest översatta nu (2022) aktiva kvinnliga romanförfattare. Tidigare har hon även varit verksam som journalist och redaktör och inom innehållsmarknadsföring samt som lärare på Berghs School of Communication. Hennes debut Den röda adressboken fick stor internationell framgång och är publicerad på 39 språk. Lundberg är släkt med konstnären Gösta Adrian-Nilsson, GAN, på sin mors sida. GAN förekommer som karaktären Gösta i Den röda adressboken. Den röda adressboken låg på Der Spiegels bestsellerlista i över ett år och den var en av de 20 mest sålda titlarna i Tyskland under 2020. Lundbergs övriga titlar har även de fått stor internationell spridning.

## Nomineringar och priser
| Shortlisted for a Prix des Lecteurs du Livre de Poche (Best Literary) France – Den röda adressboken The Red Address Book           | 2020 |
| Shortlisted for the Feel Good Novel of the Year Award Sweden – Ett frågetecken är ett halvt hjärta A Question Mark Is Half a Heart | 2019 |
| Shortlisted for a Prix des lecteurs Plume Libre (La Plume Romanesque) France – Den röda adressboken The Red Address Book           | 2019 |
| Shortlisted for LovelyBooks’ Der Leserpreis (Best Fiction) Germany – Den röda adressboken The Red Address Book                     | 2018 |
| Shortlisted for the Suomalainen kirjakauppa Book of the Year Award Finland – Den röda adressboken The Red Address Book             | 2018 |